# Jesper Juntto
Jesper Juntto, född 18 november 1998, är en svensk professionell ishockeyspelare (vänsterforward) som spelar för Överkalix IF i Division 2.
Säsongen 2015/2016 spelade han en match för Luleå HF i Svenska Hockeyligan.

## Extern länk
- Presentation och statistik för Jesper Juntto som spelare  på Elite Prospects.